# هذه هي النهاية (فلم)
هذه هي النهاية (بالإنجليزية: This Is the End) هو فيلم كوميدي أمريكي/كندي عرض في قاعات السينما في 2013، من إخراج وكتابة سيث روغن وايفان غولدبرغ، ومن بطولة جيمس فرانكو وجونا هيل وسيث روغن وجاي باروتشيل وداني ماكبرايد وكريغ روبنسن، حيث يجسد الأبطال نسخ خيالية من أنفسهم ويحاولون النجاة من كارثة أدت إلى نهاية العالم. الفيلم يجسد التعاون الثالث بين سيث روغن وايفان غولدبرغ بعد فيلمي «سيئ للغاية» (Superbad) واكسبريس الاناناس (Pineapple Express). صدر الفيلم في أمريكا في 12 يونيو 2013 وتلقى مراجعات ايجابية من النقاد.

## روابط خارجية
- مقالات تستعمل روابط فنية بلا صلة مع ويكي بيانات